# Condado de Kenosha
El condado de Kenosha (en inglés: Kenosha County), fundado en 1874, es uno de 72 condados del estado estadounidense de Wisconsin. En el año 2008, el condado tenía una población de 164,465 habitantes y una densidad poblacional de 212 personas por km². La sede del condado es la ciudad homónima.

## Geografía
Según la Oficina del Censo, el condado tiene un área total de 1,953 km², de la cual 707 km² es tierra y 1,246 km² (63.83%) es agua.

### Condados adyacentes
- Condado de Racine (norte)
- Condado de Lake, Illinois (sureste)
- Condado de McHenry, Illinois (suroeste)
- Condado de Walworth (oeste)

## Demografía
En el censo de 2000, había 149,577 personas, 56,057 hogares y 38,455 familias residiendo en el condado. La densidad poblacional era de 212 personas por km². En el 2000 había 59,989 unidades habitacionales en una densidad de 85 por km². La demografía del condado era de 88.38 blancos, 5.08% afroamericanos, 0.38% amerindios, 0.92% asiáticos, 0.04% isleños del Pacífico, 3.29% de otras razas y 1.91% de dos o más razas. 7.19% de la población era de origen hispano o latino de cualquier raza.

## Localidades
- Kenosha

### Villas
- Bristol
- Genoa City (parcial)
- Paddock Lake
- Pleasant Prairie
- Silver Lake
- Twin Lakes

### Pueblos
- Brighton
- Bristol
- Paris
- Randall
- Salem
- Somers
- Wheatland

### Áreas no incorporadas
- Bassett
- Benet Lake
- Berryville
- Bissell
- Camp Lake
- Central Park
- Chapin
- Erly
- Kellogg's Corners
- Klondike
- Lake Shangrila
- Liberty Corners
- Mud Lake
- New Munster
- ParisCorners
- Peat Lake
- Pikeville
- Powers Lake
- Salem Oaks
- Salem
- Trevor
- Voltz Lake
- Wilmot
- Woodworth